# Alcalá de los Gazules
Alcalá de los Gazules es un municipio y localidad española de la provincia de Cádiz, en la comunidad autónoma de Andalucía. Se ubica en las estribaciones finales de la sierra de Cádiz y forma parte de lo que se denomina la Ruta del Toro. Es conjunto histórico-artístico desde 1984. Se encuentra dentro del parque natural de Los Alcornocales (que comprende parte de la sierra del Aljibe). La primera población estable es del año 189 a. C., pero su nombre actual lo obtuvo de la conquista musulmana, cuando la población pasó a llamarse Qal'at al-Jazula, o 'Castillo de los Gazules'. Sus principales fuentes de ingresos son el turismo y la agricultura.

## Historia

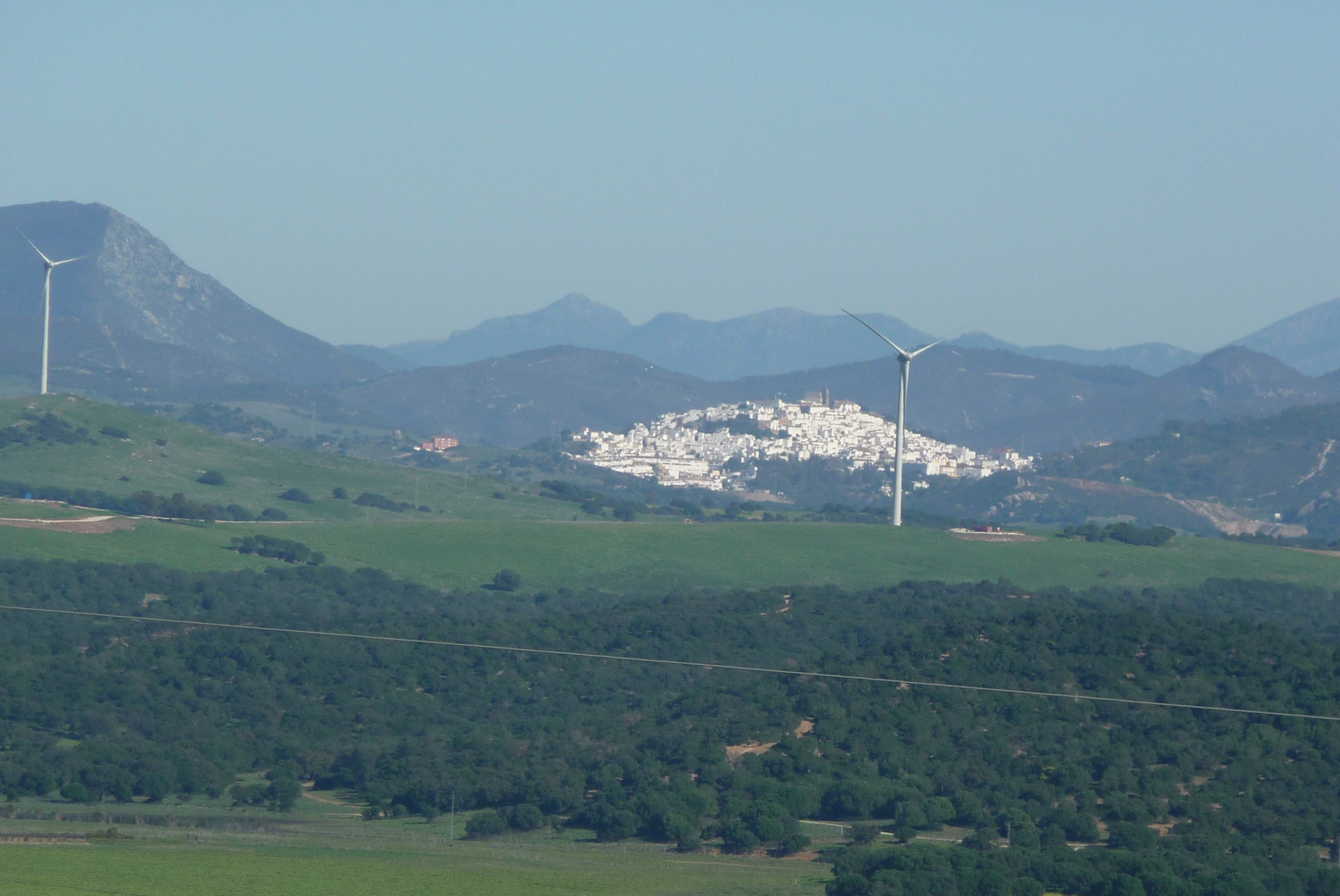
Alcalá desde «El Mirador» de Benalup.

Existen restos de la antigua Lascuta de origen romano en la localidad.
El rey Fernando IV de Castilla le cedió a Alfonso Fernández de Córdoba la villa y el castillo de Alcalá de los Gazules el día 21 de julio de 1310, y por juro de heredad, a condición de que mantuviera en dicha fortaleza 150 hombres de armas para cuando el rey estuviese en guerra contra los musulmanes, y conviene señalar que dicha villa había pertenecido hasta entonces al realengo y que algunos autores afirman que fue entregada a Alfonso Fernández por ser un «experto defensor de la frontera contra los musulmanes». Además, la cesión del señorío de Alcalá de los Gazules fue «completa y hereditaria», como señaló Marcos Fernández Gómez, y en el privilegio de donación quedó incluso detallado el «orden de preferencias» para suceder a Alfonso Fernández en la posesión del señorío, aunque parece ser que en la práctica el nuevo propietario de la villa actuó más como alcaide que como señor de la misma, ya que así parece indicarlo el hecho de que apenas haya datos sobre su actuación en Alcalá de los Gazules y el hecho de que dejara de pertenecerle rápidamente, ya que Alfonso Fernández no la mencionó en su testamento, y Francisco Fernández de Béthencourt también añadió que «salió de sus dominios sin que sepamos precisar cuándo ni por qué». Y tras dejar de pertenecer a Alfonso Fernández, la villa de Alcalá de los Gazules retornó al realengo.

## Demografía
Alcalá de los Gazules cuenta con una población de 5223 habitantes (INE 2024).
| Gráfica de evolución demográfica de Alcalá de los Gazules entre 1842 y 2021                                         |
| |
| Población de derecho según los censos de población del INE Población de hecho según los censos de población del INE |

## Monumentos
- Castillo de Alcalá de los Gazules
- Yacimiento Laja de los Hierros

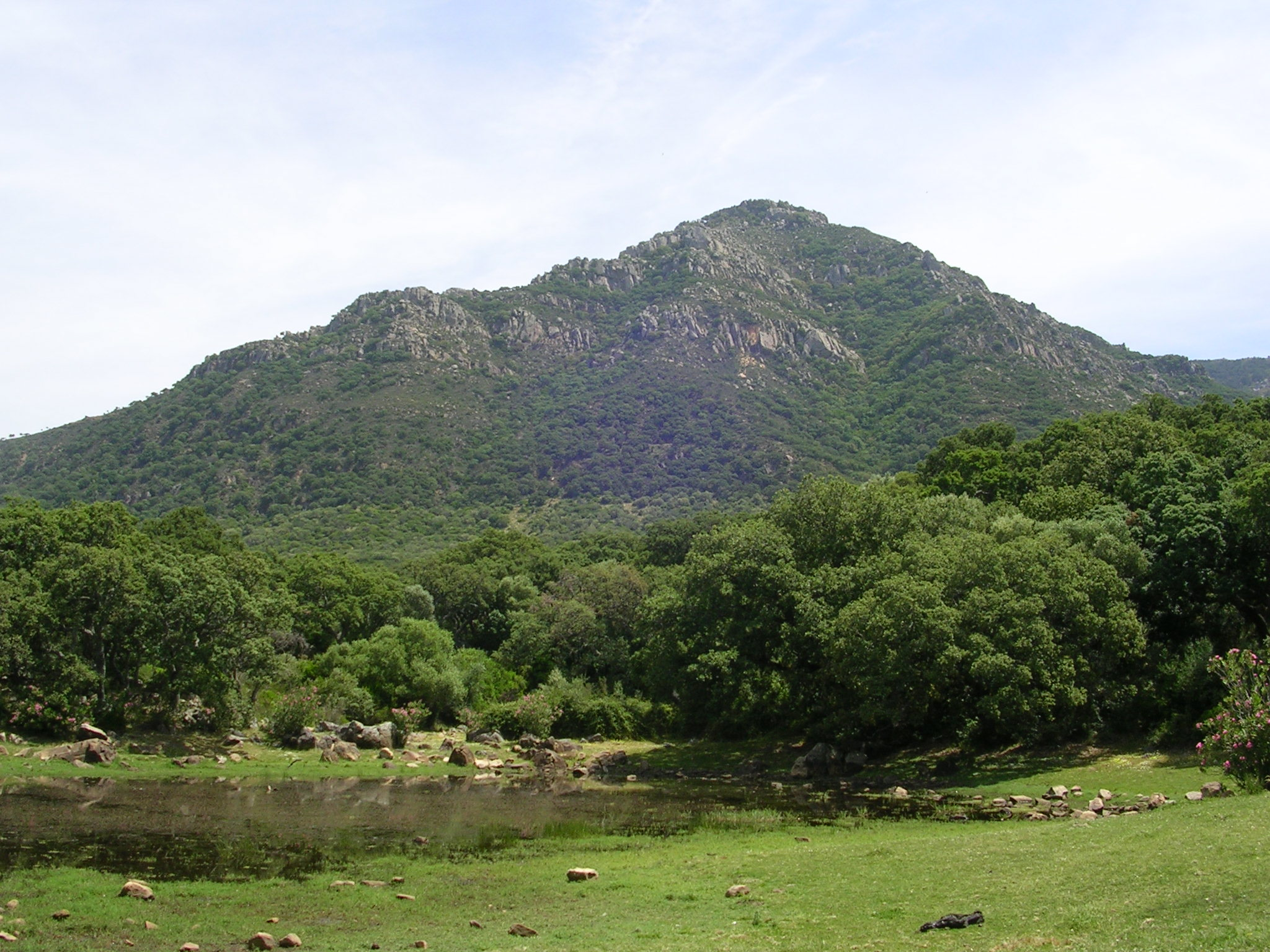
Paisaje de Los Alcornocales.

- Yacimiento romano de la Mesa del Esparragal
- Depósitos romanos de la Salada
- Casa del Cabildo
- Iglesia mayor parroquial de San Jorge
- Convento de Santa Clara
- Iglesia de San Francisco (iglesia de la Victoria)
- Convento de Santo Domingo
- Ermita-Santuario de Nuestra Señora de los Santos
- Fuente de la Salada
- Puente romano
- Casas señoriales
- Bronce de Lascuta (expuesto en el Museo del Louvre, data de la época romana).

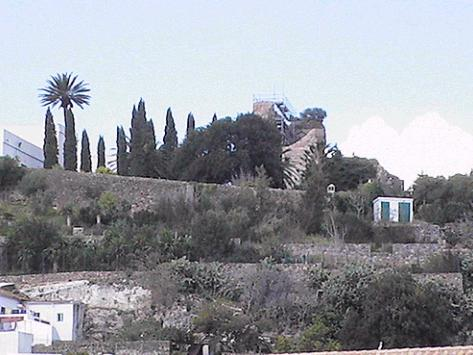
Castillo de Alcalá de los Gazules.

## Fiestas
- Carnavales
- Semana Santa
- Festividad de San Jorge[8]
- Romería de Nuestra Señora de los Santos (patrona)[9]
- Octava de Nuestra Señora de los Santos.
- Festival Internacional de Música Al-Kalat

## Gastronomía
- Jabalí en salsa
- Berza de coles
- Calostros
- Torta del pellizco
- Gazpacho caliente
- Sopa de espárragos trigueros
- Queso de cabra
- Carne de retinto
- Venado.
- Pan moreno.

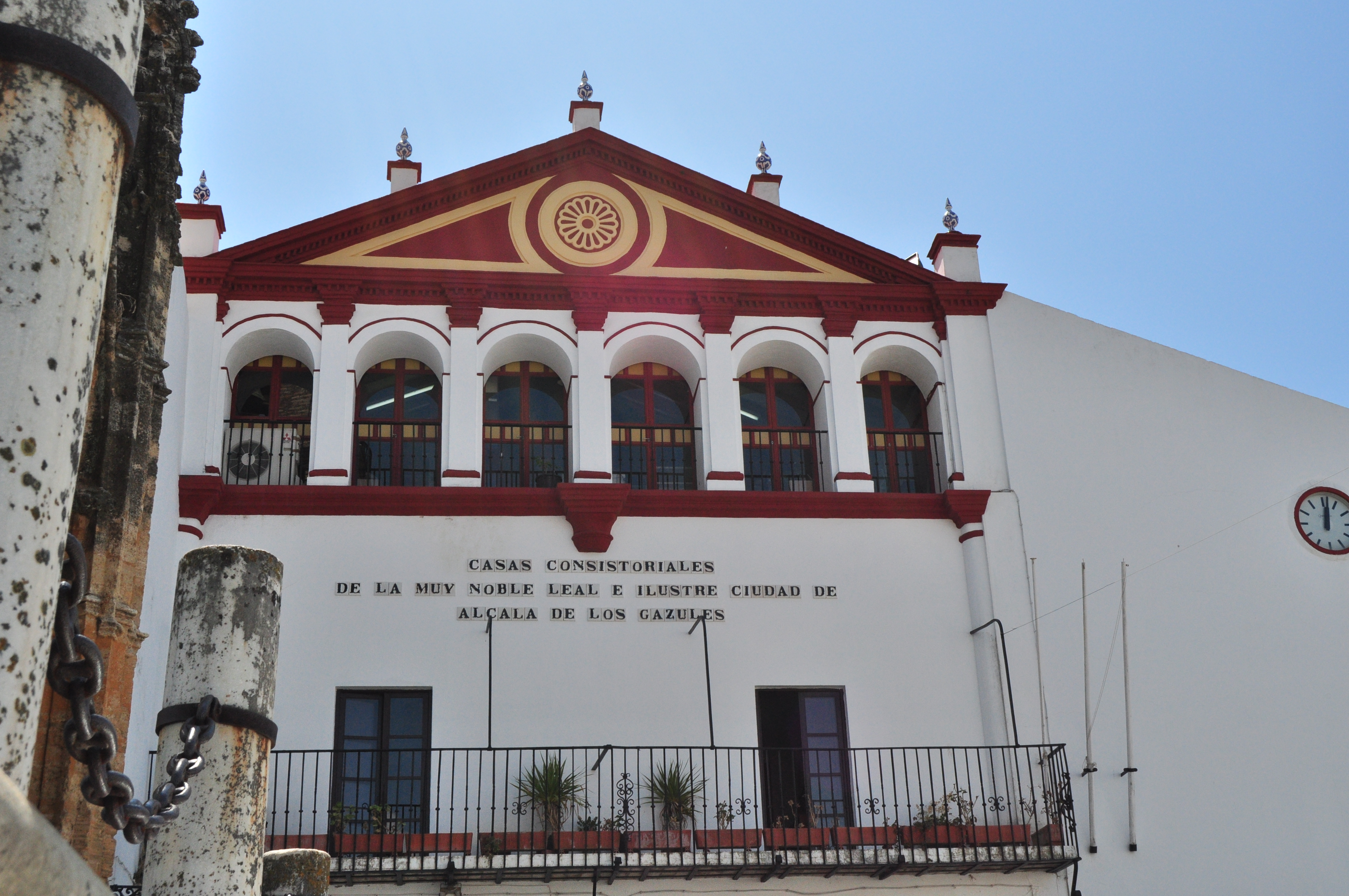
Ayuntamiento.

- Chicharrones retinto (rte campanero)

Hay numerosos restaurantes para todos los bolsillos, y la mayoría de los bares sirven tapas en cualquier momento. El almuerzo es la comida principal del día, sirve de aproximadamente entre la 1 y media y las 3 y media. El conocido como "menú del día" le ofrecerá una comida de tres platos y una bebida por menos de 10 €. Mas recientemente, ha abierto en la localidad un área de servicio con un restaurante Burger King. Las especialidades locales incluyen caza como el jabalí, carne de venado, conejo o perdiz, gazpacho caliente (sopa espesada con pan rallado) y, a principios de junio, pequeños caracoles en caldo. Las frutas y verduras son de temporada. Algunos, como los espárragos silvestres o los frutos del chumbo (higo chumbo) se recogen del campo alrededor del pueblo. Visite el mercado de los miércoles o sábados por la mañana para abastecerse, o simplemente admirar la calidad.

## Naturaleza
La privilegiada situación de la localidad en el parque natural de Los Alcornocales hace que cuente con una amplia riqueza natural, el 20% del parque natural está comprendido en tierras alcalainas y es el municipio que más hectáreas de PN de los alcornocales posee,a nivel usuario hay varios lugares de uso público que merecen la pena, como La garganta de puerto oscuro (donde nace el río Barbate), el sendero del el Picacho, el Aljibe o popularmente conocido como "pilita de la reina", el "Aula de la Naturaleza del Picacho", o el sendero de los Molinos de Patrite.

## Economía

### Evolución de la deuda viva municipal
El concepto de deuda viva contempla sólo las deudas con cajas y bancos relativas a créditos financieros, valores de renta fija y préstamos o créditos transferidos a terceros, excluyéndose, por tanto, la deuda comercial.
| Gráfica de evolución de la deuda viva del Ayuntamiento de Alcalá de los Gazules entre 2008 y 2023                |
| |
| Deuda viva del Ayuntamiento de Alcalá de los Gazules, en miles de euros, según datos del Ministerio de Hacienda. |